# Institut supérieur des études technologiques en communications de Tunis
L'Institut supérieur des études technologiques en communications de Tunis (ISET'Com) est une institution d'enseignement supérieur tunisienne formant des techniciens supérieurs en télécommunications et en gestion de la télécommunication.
Situé dans le parc technologique d'El Ghazala (gouvernorat de l'Ariana), cet institut est en co-tutelle avec le ministère des Technologies de la communication.

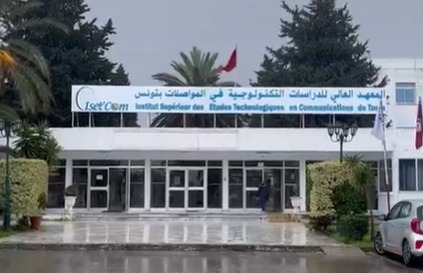
Entrée de l'ISET'Com.
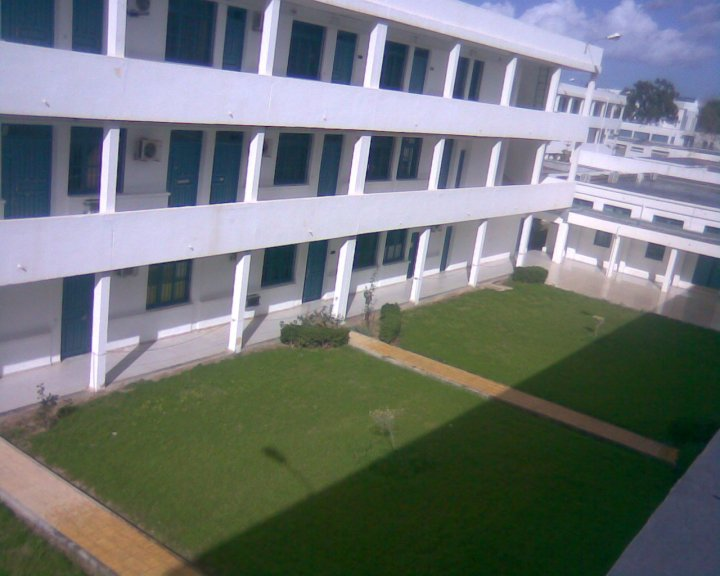
Bloc.
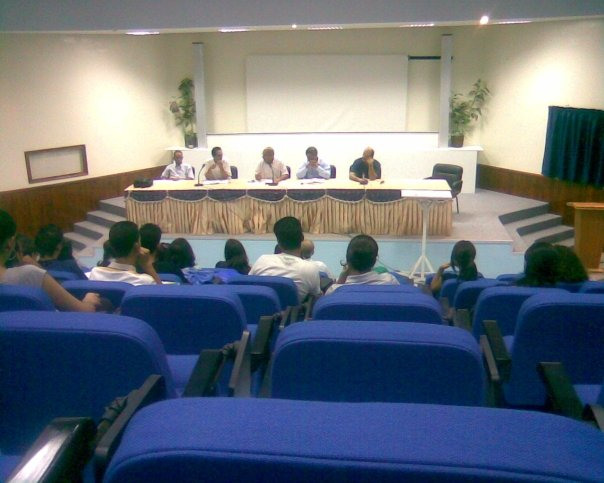
Amphithéâtre.
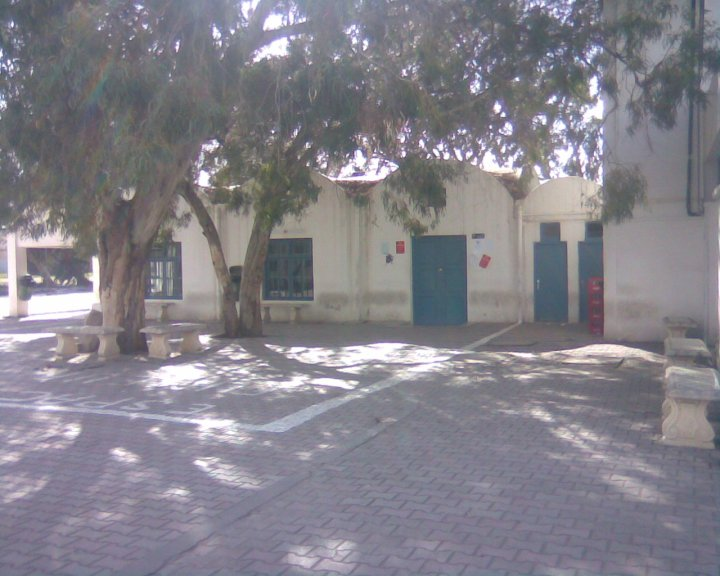
Buvette.
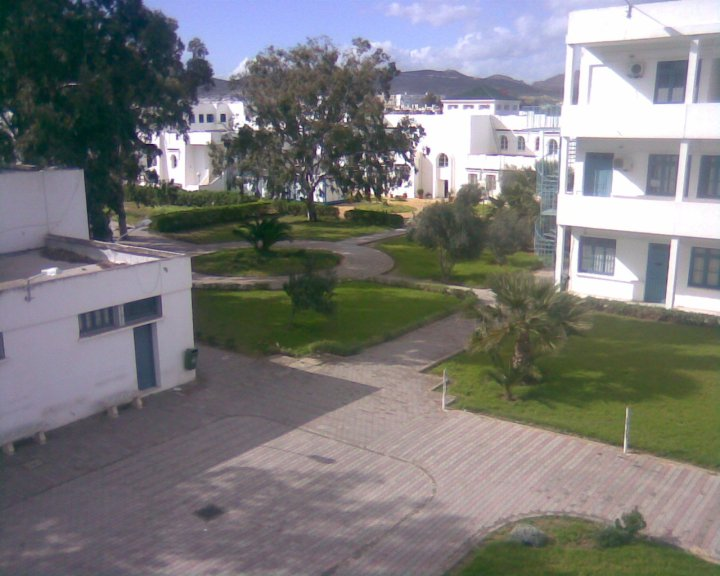
Passage vert entre l'ISET'Com et Sup'Com.

## Partenariat
Dans le cadre de son partenariat avec l'université de Limoges, l'institut offre une double diplomation le 16 juillet 2010, une première dans le régime LMD en Tunisie,.